# 이스트 코스트 본선
이스트 코스트 본선(영어: East Coast Main Line)은 영국 에든버러 웨이벌리의 북쪽 종착역과 런던 킹스 크로스의 남쪽 종착역을 연결하는 393마일(632km) 길이의 전철 철도로, 피터버러와 동커스터, 요크, 달링턴, 더럼, 뉴캐슬어폰타인 등 영국의 주요 도시를 경유한다. A1 로드와 거의 평행하게 달리는 영국 동부의 주요 교통 동맥으로서, 여러 갈래의 지선의 중추 역할을 하고 있다.

## 개요
이스트 코스트 본선은 1840년대 노스 브리티시 철도와 노스 이스턴 철도, 그레이트 노던 철도 등 철도 기업 3사에 의해 건설되었다. 1923년에는 1921년 철도법에 따라 3사가 합병되어 런던 노스 이스턴 철도(LNER)가 되었고, 이 노선은 LNER의 주요 노선이 되었다.
1948년에는 국유화되어 브리튼 철도가 운영을 담당하였다. 1960년대 초, 델틱 구간을 포함하여, 증기 기관차는 디젤-전기 기관차로 대체되었고, 노선 구간은 최대 시속 100 mph (160 km/h) 까지 운행할 수 있도록 개량되었다. 이후 더 빠른 속도에 대한 수요 증가에 따라 1976년부터 1981년까지 인터시티 125 고속열차를 도입하였다. 1973년, Class 41(HST 프로토타입)이 시험 운행에서 최고 속도 143 mph (230 km/h) h를 달성하였다.
이스트 코스트 본선은 런던·사우스이스트잉글랜드·이스트앵글리아·이스트미들랜즈와 요크셔·노스이스트잉글랜드·스코틀랜드를 연결하며 지역 경제에 중요한 역할을 맡고 있다. 런던 북부의 통근 교통뿐만 아니라 장거리 철도, 통근 및 지역 여객 서비스, 화물 운송도 담당하고 있다. 핵심 노선은 킹스 크로스와 에든버러간 본선이다.

## 노선
이스트 코스트 본선의 주요 운영사는 런던 북동철(LNER)로, 런던 킹스 크로스, 이스트 미들랜즈, 요크셔, 노스이스트잉글랜드, 스코틀랜드를 연결하는 정기 장거리 급행 열차 서비스를 제공한다. 주요 노선은 다음과 같다.
- 런던 킹스 크로스역-에든버러 웨이벌리역간 본선: 스티버니지, 피터버러, 그랜섬, 뉴어크 노스 게이트, 레트퍼드, 돈캐스터, 요크, 노샐러턴, 달링턴, 더럼, 뉴캐슬, 모페스, 알른머스, 버윅어폰트위드, 던바 경유
- 웨이크필드선: 돈캐스터역-리즈역간 지선: 웨이크필드 웨스트게이트 경유
- 노던 시티선: 핀즈베리 파크역-무어게이트역
- 허트퍼드 루프선: 알렉산드라 팰리스역-스티버니지역간 지선
- 노스버윅역행 지선

## 차량

### 통근 열차
| 계열                   | 클래스        | 사진 | 종류 | 최고속도 | 최고속도 | 운영자                          |
| 계열                   | 클래스        | 사진 | 종류 | mph      | km/h     | 운영자                          |
| ---------------------- | ------------- | ---- | ---- | -------- | -------- | ------------------------------- |
| 스프린터               | 영국 철도 156 |      | DMU  | 75       | 120      | 노던 트레인스                   |
| 스프린터               | 영국 철도 158 |      | DMU  | 90       | 145      | 스코트레일 이스트 미들랜즈 철도 |
| 봄바디어 터보스타      | 영국 철도 170 |      | DMU  | 100      | 161      | 스코트레일 이스트 미들랜즈 철도 |
| 지멘스 데시로          | 영국 철도 185 |      | DMU  | 100      | 161      | 트랜스페나인 익스프레스         |
| CAF 시티비티           | 영국 철도 331 |      | EMU  | 100      | 161      | 노던 트레인스                   |
| 알스톰 코라디아 주니퍼 | 영국 철도 334 |      | EMU  | 90       | 145      | 스코트레일                      |
| 지멘스 데시로          | 영국 철도 380 |      | EMU  | 100      | 161      | 스코트레일                      |
| 히타치 AT200           | 영국철도 385  |      | EMU  | 100      | 161      | 스코트레일                      |
| 봄바디어 일렉트로스타  | 영국 철도 387 |      | EMU  | 110      | 177      | 고비아 테임즈링크 철도          |
| 지멘스 데시로          | 영국 철도 700 |      | EMU  | 100      | 161      | 고비아 테임즈링크 철도          |
| 지멘스 데시로          | 영국 철도 717 |      | EMU  | 85       | 137      | 고비아 테임즈링크 철도          |

### (준)고속열차
| 계열            | 클래스             | 사진 | 종류        | 최고속도 | 최고속도 | 운영자                     |
| 계열            | 클래스             | 사진 | 종류        | mph      | km/h     | 운영자                     |
| --------------- | ------------------ | ---- | ----------- | -------- | -------- | -------------------------- |
| 인터시티 225    | 영국철도 91        |      | 전기 기관차 | 125      | 200      | 런던 북동철                |
| 인터시티 225    | 영국 철도 마크 4   |      | 객차        | 125      | 200      | 런던 북동철                |
| 인터시티 225    | 운전용 밴 트레일러 |      | 제어차      | 125      | 200      | 런던 북동철                |
| 알스톰 코라디아 | 영국 철도 180      |      | DMU         | 125      | 200      | 그랜드 센트럴              |
| 봄바디어 보이저 | 영국 철도 220      |      | DEMU        | 125      | 200      | 크로스컨트리               |
| 봄바디어 보이저 | 영국철도 221       |      | DEMU        | 125      | 200      | 크로스컨트리 그랜드 센트럴 |
| 히타치 AT300    | 영국 철도 800      |      | BMU         | 125      | 200      | 런던 북동철                |
| 히타치 AT300    | 영국 철도 801      |      | EMU         | 125      | 200      | 런던 북동철                |
| 히타치 AT300    | 영국 철도 802      |      | BMU         | 125      | 200      | 트랜스페나인 익스프레스    |
| 히타치 AT300    | 영국 철도 802      |      | BMU         | 125      | 200      | 헐 트레인스                |
| 히타치 AT300    | 영국 철도 803      |      | EMU         | 125      | 200      | 루모                       |

## 사진
- 노선도
- 1960~1970년대 ECML의 주요 급행 기관차였던 55형 델틱 기관차
- 버윅 근처의 로열 보더 브리지